# Susan Gillhög
Eva Susan Elisabeth Gillhög, född 4 juli 1950 i Stockholm, är en svensk konstnär. 
Gillhög, som är dotter till ingenjör Allan Gillhög och affärsbiträde Maj Johansson, studerade vid Arbetarnas bildningsförbunds målarskola 1967, grundskolan för konstnärlig utbildning 1967–1969, Konstfackskolan 1970–1975, påbyggnadskurs 1976. Hon ägnade sig åt regi och scenografi i Mexico City 1982–1985 och har arbetat med utställningar för bland annat Konstfrämjandet och Stockholms stadsbibliotek. Hon utförde en väggmålning på Tumba sjukhus 1977. Hon är representerad vid Statens konstråd, landsting och kommuner. Hon har hållit separatutställningar i Stockholm, Hässleholm och Mexico City. Scenografi i Bogotá och Mexico City, scenografiassistent till filmen om Frida Kahlo. Hon tilldelades Ester Lindahls stipendium 1990.